# منصور پورحیدری
منصور پورحیدری (۶ بهمن ۱۳۲۴ – ۱۴ آبان ۱۳۹۵) بازیکن و مربی فوتبال اهل ایران بود. پورحیدری در یک بازه زمانی ۲۳ ساله هشت بار سرمربی‌گری باشگاه فوتبال استقلال را بر عهده گرفت و با این تیم افتخارات فراوانی، از جمله یک قهرمانی در آسیا در ۹۱–۱۹۹۰، دو قهرمانی در لیگ فوتبال ایران در ۶۹–۱۳۶۸ و ۸۰–۱۳۷۹، دو قهرمانی در جام حذفی ایران در ۷۵–۱۳۷۴ و ۷۹–۱۳۷۸ و سه قهرمانی در جام باشگاه‌های تهران در ۱۳۶۲، ۱۳۶۴ و ۱۳۷۰ را کسب کرد به گونه‌ای که وی بعد از علی دانایی‌فرد پرافتخارترین مربی این باشگاه است. پورحیدری همچنین در سال‌های ۱۳۷۷ و ۱۳۷۸ سرمربی تیم ملی ایران بود و با این تیم موفق به کسب عنوان قهرمانی در فوتبال بازی‌های آسیایی ۱۹۹۸ بانکوک شد. از آنجا که با تغییر قوانین از دور بعدی بازی‌های آسیایی، کشورها با  تیم‌های فوتبال امید در این رقابت‌ها شرکت کردند این آخرین قهرمانی تیم ملی بزرگسالان ایران در المپیک آسیایی بود.
پورحیدری از اوائل دهه ۱۳۴۰ خورشیدی در بالاترین سطح فوتبال ایران حاضر شد و پس از مدتی حضور در تیم‌های جوانان دخانیات و جوانان دارایی به تیم بزرگسالان دارایی پیوست و در دو فصل متوالی ۱۳۴۴ و ۴۵–۱۳۴۴ با این تیم به کسب عنوان نائب قهرمانی جام باشگاه‌های تهران نائل شد و سرانجام در فصل ۱۳۴۶ با دارایی عنوان قهرمانی این مسابقات را از آن خود کرد تا اولین عنوان قهرمانی رسمی دوران فوتبالش را به دست آورد. سال بعد و در پی انحلال این باشگاه پورحیدری به تاج پیوست و تا پایان دوران بازی‌اش در پاییز ۱۳۵۴ در این تیم باقی ماند و یک قهرمانی در آسیا در ۱۹۷۰، دو قهرمانی در ایران در ۱۳۴۹ و ۱۳۵۳ و سه قهرمانی در تهران در ۱۳۴۸، ۱۳۵۰ و ۱۳۵۱ را با تاج به دست آورد. پورحیدری در دوران بازی به عنوان مدافع راست بازی می‌کرد و سابقه سه بازی در تیم ملی ایران را نیز دارد. نخستین بازی وی نیز در بازی‌های آسیایی ۱۹۷۰ بود.
پورحیدری علاوه بر بازیکنی و سرمربی‌گری، به عنوان مدیر فنی و سرپرست باشگاه استقلال نیز فعالیت داشت و در تیم ملی ایران نیز مدتی به عنوان سرپرست فعال بود. از دیگر سوابق دوران مربی‌گری او حضور در الاهلی امارات، استقلال اهواز، فجر سپاسی شیراز، صنعت نفت آبادان و صنایع اراک را می‌توان نام برد. وی دارای رکوردهای زیادی در مربی‌گری در ایران است؛ وی تنها فوتبالیست ایرانی است که هم به عنوان بازیکن و هم به عنوان مربی قهرمان جام باشگاه‌های آسیا شده است. پورحیدری همچنین تنها سرمربی‌ای است که هم با تیم ملی و هم با یک تیم باشگاهی قهرمان آسیا شده است. وی با شش پیروزی رکورددار پیروزی در شهرآورد تهران نیز می‌باشد.
پورحیدری پس از انقلاب ۱۳۵۷ ایران در عدم انحلال باشگاه تاج و تغییر نام آن به استقلال نقش پررنگی را ایفا کرد. تلاش پورحیدری در این راه و همچنین دوران طولانی و موفقیت‌آمیز وی در مربی‌گری این باشگاه باعث شده تا به وی لقب پدر استقلال را بدهند. بازیکنان و هواداران استقلال به وی لقب منصور خان را نیز داده بودند.
منصور پورحیدری در ۱۴ آبان ۱۳۹۵ پس از حدود یک سال مبارزه با بیماری سرطان حنجره در بیمارستان ایران‌مهر تهران درگذشت. وی در این دوران دو بار در بیمارستان بستری شد اما با این وجود تا آخرین هفته‌ها و تا مرداد ۱۳۹۵ همچنان به عنوان سرپرست تیم استقلال بر روی نیمکت این تیم می‌نشست.

## سال‌های نخست

منصور پورحیدری نفر وسط در جریان مسابقات آموزشگاه‌های ایران در ۱۳۴۴ در شیراز.

منصور پورحیدری؛ ۶ بهمن ۱۳۲۴ در تهران و در خانواده‌ای هفت نفره به دنیا آمد. دوران کودکی وی در میدان خراسان در جنوب شرق تهران سپری شد و در همان محله به دبستان فردوسی رفت. علاقه پورحیدری به ورزش باعث شد تا از همان دوران کودکی به دنبال ورزش‌هایی همچون والیبال، تنیس روزی میز، دو و میدانی و فوتبال برود و سرانجام فوتبال را به شکل جدی و حرفه‌ای دنبال کرد. خانواده پورحیدری در هنگام نوجوانی وی به قلهک در شمال تهران نقل مکان کرد و دوران دبیرستان را در دبیرستان‌های تمدن و ایرانمهر گذارند. در همین دوران به شکل جدی‌تری پیگیر فوتبال شد و با حضور در زمین‌های خاکی الهیه و قلهک بیش از پیش به پیگیری فوتبال پرداخت. معلم ورزش پورحیدری در دبیرستان، پور امیر، با کشف استعداد او در فوتبال به پورحیدری توصیه کرد فوتبال را جدی‌تر پیگیری کند و وی را به غلامحسین نوریان، بازیکن تیم ملی ایران که عضو تیم دارایی نیز بود معرفی کرد. نوریان در ۱۳۴۱ وی را به تیم جوانان دخانیات که از تیم‌های زیر مجموعه دارایی بود برد تا پورحیدری برای نخستین بار وارد یک تیم باشگاهی شود. پورحیدری همزمان در دبیرستان عضو تیم فوتبال مدرسه بود به شکل رسمی در مسابقات فوتبال آموزشگاه‌های ایران شرکت کرد و در ۱۳۴۴ با تیم منتخب تهران قهرمان مسابقات آموزشگاه‌های ایران شد. این مسابقات در شیراز برگزار شد.

## دوران ورزشی

### بازی‌های باشگاهی

#### دارایی

ردیف بالا نفر دوم از راست، منصور پورحیدری در اردوی تیم دارایی در شوروی، تابستان ۱۳۴۶.

منصور پورحیدری، ایستاده نفر وسط در کنار رضا عادلخانی، منصور رشیدی و ناصر حجازی از ستارگان تیم تاج در دهه ۱۳۵۰.

پورحیدری در ۱۳۴۱ به تیم جوانان دخانیات پیوست و یک سال برای این تیم بازی کرد. سال بعد وی به تیم جوانان دارایی پیوست و دو سال در این تیم توپ زد. سپس از ۱۳۴۴ به تیم اصلی دارایی پیوست و سه فصل این تیم را در مسابقات جام باشگاه‌های تهران همراهی کرد. دارایی در دو فصل ۱۳۴۴ و ۱۳۴۵ بعد از به ترتیب شاهین و پاس در جای دوم ایستاد و در ۱۳۴۶ سرانجام توانست قهرمانی تهران شود تا پورحیدری نخستین عنوان قهرمانی‌اش را با این تیم کسب کند. دارایی سال بعد و در اوائل ۱۳۴۷ منحل شد و به دنبال این امر بازیکنان این تیم به تیم‌های دیگر فوتبال تهران پیوستند. در این میان پورحیدری در کنار جلال طالبی، پرویز قلیچ‌خانی و اکبر افتخاری به تاج پیوست.

#### تاج
پورحیدری از ۱۳۴۷ تا پایان دوران بازیگری‌اش در ۱۳۵۴ هشت فصل در تاج بازی کرد و با این تیم موفق به کسب عناوین مختلفی شد. در فصل ۴۸–۱۳۴۷ مسابقات جام باشگاه‌های تهران ۴۸–۱۳۴۷ با قهرمانی تاج به پایان رسید و تاج در مسابقات جام حذفی ۱۳۴۷ راه به جایی نبرد تا نخستین فصل حضور پورحیدری در تاج با کسب یک عنوان قهرمانی به پایان برسد. پورحیدری در این فصل و در دیدار با تیم همایون در جام حذفی تهران که با پیروزی ۸–۰ تاج همراه بود دو گل به ثمر رساند. در فصل ۱۳۴۸ تاج در این فصل در مسابقات جام باشگاه‌های تهران ۱۳۴۸ شرکت کرد و عنوان دومی به دست آورد. در پاییز این سال نیز تیم تاج برای شرکت در جام میلز به هند رفت و با قهرمانی در این مسابقات به خانه برگشت. پورحیدری در این فصل در تمامی بازی‌های تاج در ترکیب اصلی حاضر بود. فصل ۱۳۴۹ را می‌توان اوج دوران حضور پورحیدری در تاج دانست چرا که تیم تاج موفق به کسب عنوان قهرمانی در آسیا و ایران شد. در فروردین ۱۳۴۹ تاج در ورزشگاه امجدیه توانست عنوان قهرمانی مسابقات باشگاهی قهرمانی آسیا ۱۹۷۰ را به دست آورد تا یکی از مهم‌ترین عناوین قهرمانی دوران بازیگری پورحیدری نیز کسب شود. در نیمه دوم این سال نیز تاج توانست قهرمان جام منطقه‌ای ایران ۱۳۴۹ شود تا نخستین لیگ فوتبال ایران را نیز از آن خود کند. پورحیدری در هر دوی این جام‌ها به غیر از یک بازی در سایر بازی‌ها در ترکیب اصلی تاج بود تا و نقش مهمی در کسب این عناوین قهرمانی داشت. فصل ۱۳۵۰ نیز با حضور تاج در مسابقات باشگاهی قهرمانی آسیا ۱۹۷۱ در فروردین آغاز شد اما پورحیدری در این بازی‌ها در ترکیب تاج جایی نداشت. تاج در ادامه فصل در مسابقات جام باشگاه‌های تهران ۱۳۵۰ قهرمان شد اما در ادامه راه تاج نتوانست کیفیت خوب بازی‌های قبلی خود را نشان دهد و در نهایت در جام منطقه‌ای ایران ۱۳۵۰ به عنوان سومی دست یافت. پورحیدری در این فصل در تمامی بازی‌های تیم تاج در جام منطقه‌ای و جام باشگاه‌های تهران حاضر بود و در دیدار با افسر توانست یکی از شش گل تیم تاج را از روی نقطه پنالتی به ثمر برساند. این دیدار با پیروزی ۶–۰ تاج همراه بود و این گل، سومین و آخرین گل پورحیدری برای تیم تاج نیز بود. فصل ۱۳۵۱ با آخرین دوره حضور تاج در جام باشگاه‌های تهران همراه بود. پورحیدری در این فصل در تمامی بازی‌های تاج در این مسابقات حاضر بود و در نهایت توانست بدون شکست به همراه تاج قهرمان جام باشگاه‌های تهران ۱۳۵۱ شود. فصل ۱۳۵۲ پورحیدری به همراه تاج در نخستین دوره جام نوین تخت جمشید شرکت کرد اما در نهایت نتوانست عنوان قهرمانی را از آن خود کند و تیم تاج به عنوان دومی این رقابت‌ها دست یافت. فصل ۵۳–۱۳۵۲ با قهرمانی تاج در دومین دوره جام تخت جمشید همراه شد. پورحیدری در این دوره از بازی‌ها از ۲۲ بازی تاج در جام تخت جمشید در بیست بازی در ترکیب اصلی تاج حاضر بود و نقش عمده‌ای در کسب این عنوان قهرمانی داشت. در این فصل در غیاب علی جباری کاپیتان اول و اکبر کارگرجم کاپیتان دوم تاج بازوبند کاپیتانی را منصور پورحیدری بر بازو می‌بست. فصل ۵۴–۱۳۵۳ آخرین فصل حضور پورحیدری در تیم تاج بود. در این فصل تعداد تیم‌های حاضر در جام تخت جمشید از دوازده به شانزده تیم افزایش یافت و تیم تاج در طول فصل ۳۰ بازی برگزار کرد اما پورحیدری که کم‌کم به پایان دوران بازیگری‌اش نزدیک می‌شد تنها در سیزده بازی در ترکیب اصلی تاج جا داشت و سایر بازی‌ها را از روی نیمکت دنبال کرد. تاج در این فصل نتوانست از عنوان قهرمانی‌اش دفاع کند و به عنوانی بهتر از چهارمی دست نیافت. آخرین بازی رسمی پورحیدری با پیراهن تاج دیدار هفته سی‌ام تاج و راه‌آهن در ۲۲ آذر ۱۳۵۴ بود که در ورزشگاه امجدیه برگزار شد و با نتیجه ۱–۱ به پایان رسید. پورحیدری بعد از این نیز یک بار دیگر با پیراهن تاج به میدان رفت. آخرین بازی پورحیدری با پیراهن تاج یک دیدار دوستانه بین منتخب ارمنی‌ها و تاج بود که در ۲۲ فروردین ۱۳۵۶ و به مناسبت خداحافظی کارو حق‌وردیان در ورزشگاه امجدیه برگزار شد. پورحیدری در این بازی در نیمه دوم در ترکیب تاج به میدان رفت.

منصور پورحیدری، نفر اول ایستاده از راست، در کنار سایر بازیکنان و پرسنل تاج به همراه جام قهرمانی میلز ۱۹۶۹ در پاییز ۱۳۴۸.

پورحیدری، نفر دوم ایستاده از چپ قهرمان جام باشگاه‌های تهران ۱۳۵۱ با تیم تاج.

| باشگاه                 | فصل          | لیگ                  | لیگ  | لیگ | حذفی | حذفی | قاره‌ای | قاره‌ای | غیره | غیره | مجموع رسمی | مجموع رسمی | مجموع کل | مجموع کل |
| باشگاه                 | فصل          | دسته                 | بازی | گل  | بازی | گل   | بازی   | گل     | بازی | گل   | بازی       | گل         | بازی     | گل       |
| ---------------------- | ------------ | -------------------- | ---- | --- | ---- | ---- | ------ | ------ | ---- | ---- | ---------- | ---------- | -------- | -------- |
| دارایی                 | ۱۳۴۴         | جام باشگاه‌های تهران  |      |     | -    | -    | -      | -      |      |      |            |            |          |          |
| دارایی                 | ۱۳۴۵         | جام باشگاه‌های تهران  |      |     | -    | -    | -      | -      |      |      |            |            |          |          |
| دارایی                 | ۱۳۴۶         | جام باشگاه‌های تهران  |      |     | -    | -    | -      | -      |      |      |            |            |          |          |
| دارایی                 | مجموع دارایی |                      |      |     |      |      |        |        |      |      |            |            |          |          |
| تاج                    | ۱۳۴۷         | جام باشگاه‌های تهران  | ۷    | ۰   | ۵    | ۲    | -      | -      | -    | -    | ۱۶         | ۲          | ۱۶       | ۲        |
| تاج                    | ۱۳۴۷         | انتخابی قهرمانی آسیا | ۴    | ۰   | ۵    | ۲    | -      | -      | -    | -    | ۱۶         | ۲          | ۱۶       | ۲        |
| تاج                    | ۱۳۴۸         | جام باشگاه‌های تهران  | ۱۵   | ۰   | -    | -    | -      | -      | ۴    | ۰    | ۱۵         | ۰          | ۱۹       | ۰        |
| تاج                    | ۱۳۴۹         | جام منطقه‌ای ایران    | ۴    | ۰   | ۶    | ۰    | ۴      | ۰      | ۳    | ۰    | ۱۴         | ۰          | ۱۷       | ۰        |
| تاج                    | ۱۳۵۰         | جام باشگاه‌های تهران  | ۱۲   | ۱   | -    | -    | -      | -      | -    | -    | ۲۸         | ۱          | ۲۶       | ۱        |
| تاج                    | ۱۳۵۰         | جام منطقه‌ای ایران    | ۱۵   | ۰   | -    | -    | -      | -      | -    | -    | ۲۸         | ۱          | ۲۶       | ۱        |
| تاج                    | ۱۳۵۰         | جام باشگاه‌های تهران  | ۱    | ۰   | -    | -    | -      | -      | -    | -    | ۲۸         | ۱          | ۲۶       | ۱        |
| تاج                    | ۱۳۵۱         | جام باشگاه‌های تهران  | ۱۴   | ۰   | -    | -    | -      | -      | ۷    | ۰    | ۱۴         | ۰          | ۲۱       | ۰        |
| تاج                    | ۱۳۵۲         | جام تخت جمشید        | ۱۷   | ۰   | -    | -    | -      | -      | ۴    | ۰    | ۱۷         | ۰          | ۲۱       | ۰        |
| تاج                    | ۱۳۵۳         | جام تخت جمشید        | ۲۰   | ۰   | -    | -    | -      | -      | -    | -    | ۲۰         | ۰          | ۲۰       | ۰        |
| تاج                    | ۱۳۵۴         | جام تخت جمشید        | ۱۳   | ۰   | -    | -    | -      | -      | -    | -    | ۱۳         | ۰          | ۱۳       | ۰        |
| تاج                    | مجموع تاج    | مجموع تاج            | ۱۲۲  | ۱   | ۱۱   | ۲    | ۴      | ۰      | ۱۸   | ۰    | ۱۳۶        | ۳          | ۱۵۴      | ۳        |
| مجموع کل دوران باشگاهی |              |                      |      |     |      |      |        |        |      |      |            |            |          |          |

### تیم ملی
پورحیدری حضور کوتاه اما پرباری در تیم ملی ایران داشت. وی در ۱۳۴۹ و ۱۳۵۰ برای حضور در دو تورنمنت جام عمران منطقه‌ای ۱۹۷۰ و بازی‌های آسیایی ۱۹۷۰ به ترتیب توسط زدراکو رایکوف و ایگور نتو مربیان وقت تیم ملی به این تیم دعوت شد. در ۱۹۷۰ نیز پرویز دهداری که مربی تیم ملی بود وی را به اردوی تیم ملی جهت حضور در جام بین‌المللی کوروش دعوت کرد. بدین ترتیب پورحیدری در مجموع در این مسابقات سه بازی برای تیم ملی انجام داد و موفق به کسب دو عنوان قهرمانی در جام عمران منطقه‌ای و جام بین‌المللی کوروش شد. سه سال بعد و در تابستان ۱۳۵۳ فرانک اوفارل مربی ایرلندی تیم ملی وی را به اردوی آمادگی تیم ملی که برای بازی‌های آسیایی ۱۹۷۴ انجام می‌شد دعوت کرد اما پورحیدری این دعوت را نپذیرفت و اعلام کرد به دلیل سن بالایش به اردوی تیم ملی نمی‌رود تا جا برای جوانان باز شود.

## مربیگری

منصور پورحیدری در دوران مربی‌گری در تاج در ۱۳۵۷–۱۳۵۵.

پورحیدری بعد از خداحافظی از دنیای فوتبال جذب کادر مربی‌گری تاج شد و برای مدتی دستیار جکیچ مربی تیم تاج بود. در ۱۳۵۷ بعد از حضور کوتاهی در فوتبال امارات به ایران برگشت و در بهار ۱۳۵۸ نقش غیرقابل انکاری در تعیین سرنوشت سازمان ورزشی و فرهنگی تاج و عدم انحلال آن ایفا کرد. پورحیدری در همان سال برای نخستین بار و به شکل موقت به عنوان سرمربی استقلال برگزیده شد. وی بعدها بارها و بارها مربی‌گری استقلال را بر عهده گرفت و در قهرمانی‌های این تیم حضور فعالی داشت به گونه‌ای که از ابتدای فصل ۱۳۶۲ تا انتهای فصل ۸۱–۱۳۸۰ استقلال تحت مربی‌گری پورحیدری هشت جام رسمی کسب کرد. استقلال در این دوره بدون مربی‌گری پورحیدری و توسط مربیان دیگر تنها چهار جام رسمی کسب کرد. پورحیدری با قهرمانی‌هایش در ایران پنج مرتبه نیز استقلال را به مسابقات آسیایی رهنمون کرد که در آن مسابقات با یک قهرمانی، یک نائب قهرمانی، یک سومی و یک عنوان چهارمی در آسیا نیز حضور موفقیت‌آمیزی داشت و هیچ‌گاه مسابقات آسیایی را دست خالی ترک نکرد.
پورحیدری در ۷۸–۱۳۷۷ تیم ملی ایران را نیز رهبری کرد و در فواصل حضور در استقلال مربی تیم‌های باشگاهی فراوانی در ایران و حتی در امارات متحده عربی نیز بود اما با هیچ‌کدام از این تیم‌ها نتوانست موفقیت‌هایی که با استقلال کسب کرده بود را کسب کند.

### ۱۳۵۷–۱۳۵۵: مربی‌گری در تاج
بعد از اتمام دورهٔ بازیگری، رایکوف مربی وقت تاج که تیم جوانان تاج را هم در دست داشت، به دلیل پشتکار و پیگیری‌های فراوان منصور، او را به جوانان برد. رایکوف که از سال ۴۸ تا ۵۳ مربی تاج بود، به دلیل خستگی قادر به ادامه کار در تاج نشد و پس از باخت به تیم نفت آبادان در سال ۵۳ کنار گذاشته شد و تیم به علی دانایی فرد رسید که وی هم منصور پورحیدری را به عنوان کمک خود برگزید و علی دانایی فرد تنها ۸ بازی در سال ۵۴ سرمربی تیم بود و سپس جکیچ به عنوان سرمربی تاج در سال ۵۵ انتخاب شد و جکیچ هم منصور پورحیدری را به عنوان کمک خود انتخاب کرد. و نتایج مطلوبی را با وی کسب کرد.

### ۵۹–۱۳۵۸: آغاز حضور در استقلال
پورحیدری در اوائل سال ۱۳۵۸ نقش بارزی در عدم انحلال تاج و تغییر نام آن داشت و حتی برای سرپا ماندن استقلال هزینه‌های باشگاه را نیز شخصاً داد. در بهار ۱۳۵۸ هنگامی که پورحیدری برای ثبت نام تیم تاج در مسابقات جام شهید اسپندی به دفتر تیم تهران‌جوان مراجعه کرد، متوجه شد که تیم تاج با این نام امکان حضور در مسابقات را ندارد. بعد از رای‌زنی با عنایت‌الله آتشی — بازیکن و مربی سابق تیم بسکتبال تاج که از سوی سازمان تربیت بدنی به عنوان مدیر مجموعه تاج انتخاب شده بود — از میان نام‌های پیشنهادی در نهایت استقلال برگزیده شد و تیم با این نام و مربی‌گری عباس رضوی در مسابقات شرکت کرد. پورحیدری در همان فصل ۱۳۵۸ در چند بازی نیز سرمربی‌گری تیم را بر عهده گرفت. پورحیدری در دو فصل ۱۳۵۹ و ۱۳۶۰ نیز سرمربی‌گری استقلال را برای مدت کوتاهی بر عهده داشت.

### ۶۱–۱۳۶۰: مربی‌گری در امارات
در ۱۳۶۰ پورحیدری به عنوان دستیار ولادمیر جکیچ در تیم الاهلی امارات حاضر شد و به مدت یک سال و نیم و تا میانه‌های سال ۱۳۶۱ در سمتش باقی ماند. قرارداد پورحیدری و تیم الاهلی امارات وی را بعد از حشمت مهاجرانی تبدیل به دومین مربی ایرانی کرد که با یک تیم خارجی قرارداد حرفه‌ای بست.

### ۱۳۷۱–۱۳۶۲: سرمربی استقلال

منصور پورحیدری نفر سمت راست در کنار عباس رضوی مربی استقلال در ۱۳۶۵.

پورحیدری در فصل ۱۳۶۲ به استقلال برگشت و این بار توانست برای نخستین بار یک فصل کامل مربی گری استقلال را بر عهده بگیرد. حاصل این تداوم کار پورحیدری قهرمانی استقلال در مسابقات جام باشگاه‌های تهران ۱۳۶۲ بود. این نخستین عنوان تیم با نام نوینش، استقلال، نیز بود. فصل ۱۳۶۳ مسابقات جام باشگاه‌های تهران بعد از شش هفته نیمه‌کاره ماند و پورحیدری نیز از مربی‌گری استقلال کنار رفت. پورحیدری مدتی از استقلال و مربی‌گری دور بود تا آن‌که در فصل ۱۳۶۴ مجدداً سمت مربی‌گری استقلال را بر عهده گرفت و باز هم توانست استقلال را قهرمان جام باشگاه‌های تهران بکند. بعد از این قهرمانی وی باز هم از سمت خود کنار رفت اما سال بعد مجدداً به استقلال برگشت و مدتی استقلال را در فصل ۱۳۶۵ رهبری کرد.

### ۱۳۷۲: مربی‌گری در استقلال اهواز
پورحیدری در فصل ۱۳۷۲ به عنوان سرمربی تیم استقلال اهواز برگزیده شد و این تیم را در جام آزادگان ۱۳۷۲ هدایت کرد. پرویز مظلومی نیز به عنوان مربی پورحیدری را در اهواز همراهی می‌کرد. این حضور دوران موفقیت‌آمیزی برای پورحیدری نبود، استقلال اهواز در جام آزادگان آخر شد اما از آن‌جایی که در آن سال‌ها صعود و سقوط تیم‌ها بر اساس رتبه استانی‌شان تعیین می‌شد استقلال اهواز در سوپرلیگ خوزستان شرکت کرد و با قهرمانی در این بازی‌ها در جام آزادگان ماندگار شد.

### ۷۵–۱۳۷۴: قهرمانی جام حذفی با استقلال
پورحیدری بعد از پایان فصل ۱۳۷۲ یک سال از فوتبال به دور بود و در ۱۳۷۳ مربی‌گری نکرد اما با آغاز فصل ۷۵–۱۳۷۴ پورحیدری به خانه بازگشت و از هفته سوم لیگ آزادگان ۱۳۷۴ به عنوان سرمربی استقلال بر روی نیمکت این تیم نشست. استقلال در این فصل با پورحیدری دوران نسبتاً موفقیت‌آمیزی را پشت سر گذاشت: استقلال در لیگ به عنوان سومی رسید، این مقام در حالی به دست آمد که استقلال برابر رقبای بالای جدول امتیازهای فراوانی کسب کرد اما در نتایجی عجیب به تیم‌های پایین جدولی همچون آرارات و پلی‌اکریل باخت تا دست این تیم از کسب مقام قهرمانی کوتاه بماند. استقلال برخلاف لیگ اما در جام حذفی ۷۵–۱۳۷۴ موفق ظاهر شد و توانست مقام قهرمانی را کسب کند. جام حذفی ۷۵–۱۳۷۴ از مرداد ۱۳۷۴ آغاز شد و به شکل ماراتون گونه‌ای ۱۱ ماه و تا تیر سال بعد به طول انجامید و تمام بازی‌ها به شکل رفت و برگشتی انجام شدند. این دومین قهرمانی استقلال در جام حذفی و بعد هجده سال وقفه بود. به دنبال این قهرمانی استقلال جواز حضور در رقابت‌های جام برندگان جام آسیا ۹۷–۱۹۹۶ را کسب کرد تا استقلال بعد از وقفه‌ای ۴ ساله پای به رقابت‌های قاره‌ای بگذارد.

### ۲۰۰۰–۱۹۹۸: تیم ملی فوتبال ایران
در ۱۴ شهریور ۱۳۷۷ پورحیدری به عنوان مربی جدید تیم ملی فوتبال ایران برگزیده شد. وی جانشین جلال طالبی شد و وظیفه اصلی‌اش هدایت تیم ایران در فوتبال بازی‌های آسیایی ۱۹۹۸ بود. پورحیدری در نخستین گام حسین فرکی و یورگن گده را به عنوان دستیارانش انتخاب کرد تا این کادر مربی‌گری تیم ملی را برای بازی‌های آسیایی آماده کنند. نخستین بازی تیم ملی با مربی‌گری پورحیدری یک دیدار دوستانه با کویت در شهر کویت بود که ایران آن بازی را با نتیجه ۰–۳ واگذار کرد. با وجود آن‌که پیش‌تر از سوی فدراسیون فوتبال اعلام شده بود که تیم ملی تا قبل از آغاز بازی‌های آسیایی به غیر از دیدار برابر کویت تعداد دیگری بازی دوستانه از جمله در مقابل تیم‌های ملی سنگاپور و عمان انجام می‌دهد، ایران بدون برگزاری دیدار تدارکاتی دیگری به آوردگاه بازی‌های آسیایی رفت. اردوهای تیم ملی نیز که قرار بود در ایتالیا و سنگاپور برگزار شوند لغو شدند. در نهایت تیم ملی با به یک اردوی تدارکاتی در امارات رفت اما در امارات نیز تیم‌های عمان و قطر حاضر به بازی دوستانه با ایران نشدند و بدین ترتیب تیم ملی بدون تدارکات مناسبی به تایلند اعزام شد. این موضوع سبب شد تا منصور پورحیدری بگوید تیم ملی به بازی‌های مرحله مقدماتی به چشم دیدارهای تدارکاتی می‌نگرد. ایران در مرحله مقدماتی با تیم‌های قزاقستان و لائوس هم‌گروه بود و با دو پیروزی آسان ۲–۰ و ۶–۱ به ترتیب برابر قزاقستان و لائوس به مرحله گروهی صعود کرد و در این مرحله با عمان، چین و تاجیکستان هم‌گروه شد. مربی تیم ملی عمان والدیر ویرا مربی سابق ایران بود و به همین علت این بازی با حساسیت دو چندانی روبه رو شد. ایران در کمال ناباوری این بازی را ۲–۴ واگذار کرد که این نتیجه باعث انتقادات فراوانی به تیم ملی و به ویژه شخص پورحیدری شد. با وجود این شکست تیم ملی در ادامه راه با دو پیروزی ۵–۰ و ۲–۱ به ترتیب برابر تیم‌های تاجیکستان و چین به مرحله یک چهارم نهایی صعود کرد. در این مرحله ایران با یک پیروزی قاطع ۴–۰ مقابل ازبکستان که با هت‌تریک علی دایی نیز همراه بود توانست به جمع چهار تیم برتر بازی‌های آسیایی راه یابد. ایران در مرحله نیمه‌نهایی مجدداً با چین رو به رو شد و با پیروزی ۱–۰ با گلزنی علی موسوی به دیدار نهایی راه یافت. تیم ملی در شنبه ۲۸ آذر ۱۳۷۷ در فینال بازی‌های آسیایی کویت را با نتیجه ۲–۰ و با گل‌های علی کریمی و کریم باقری مغلوب کرد تا مدال طلای بازی‌های آسیایی را از آن خود کند. در این بازی‌ها علاوه بر کسب مقام قهرمانی بازیکنانی همچون کریمی و هاشمیان برای نخستین بار برای تیم ملی به میدان رفتند.
تیم ملی بعد از قهرمانی در بازی‌های آسیایی در کویت و در جام دوستانه‌ای به اسم چائو فوریه شرکت کرد. ایران در حالی که تیم اصلی و کاملش را به کویت نبرده بود در بازی نخست کویت را ۲–۱ مغلوب کرد و در دیدار پایانی ۱–۳ از راپید وین اتریش شکست خورد تا به مقام دومی این مسابقات برسد. پورحیدری و تیم ملی پس از این بازی‌ها تا خرداد ۱۳۷۸ فعالیت خاصی نداشتند و در این زمان ایران برای حضور در کاپ کانادا به ادمونتون کانادا سفر کرد و از سه بازی یک پیروزی و دو تساوی کسب کرد تا در این جام دوستانه هم دوم شود. ایران در ۱۷ مهر ۱۳۷۸ در کپنهاگ یک دیدار دوستانه با تیم ملی دانمارک انجام داد و به تساوی ۰–۰ دست یافت. این نتیجه که با درخشش هادی طباطبایی به دست آمد نتیجه مهمی در تاریخ بازی‌های تیم ملی است چرا که برای نخستین بار ایران در خاک اروپا و برابر یک حریف اروپایی به میدان رفت و بازی را نباخت. در این زمان بعد از بیش از یک سال مربی‌گری منصور پورحیدری قدرت و توانایی‌های تیم ملی ایران فراتر از آسیا تصور می‌شد.

### ۱۳۸۱: حضور در آبادان
در ۲۹ تیر ۱۳۸۱ و تنها چند هفته پس از جدایی از استقلال پورحیدری به عنوان مربی صنعت نفت آبادان برگزیده شد. صنعت نفت در آن فصل تازه به لیگ برتر ۸۲–۱۳۸۱ صعود کرده بود و جمشید بشاگردی، مدیر عامل وقت این تیم پورحیدری را به دلیل سابقه خوبش در استقلال و تیم ملی به عنوان سرمربی جدید در نظر گرفت. این در حالی بود که پورحیدری بعد از جدایی از استقلال اعلام کرده بود قصد مربی‌گری ندارد اما منصور رشیدی مربی سابق دروازه‌بان‌های استقلال موفق شد رضایت وی برای حضور در آبادان را کسب کند. پورحیدری در نخستین اقدامش بازیکنانی همچون رأفت قلی‌اف، اسماعیل حلالی و داوود سیدعباسی را به خدمت گرفت. با این وجود حضور پورحیدری در آبادان چندان موفقیت‌آمیز نبود، هواداران تیم صنعت نفت با حضور بازیکنان غیر بومی در آبادان مخالف بودند و این امر باعث جو سکوهای ورزشگاه تختی آبادان ملتهب باشد. صنعت نفت در دوران مربی‌گری پورحیدری بازی‌های تماشاگرپسندی داشت اما در نتیجه‌گیری موفق عمل نکرد. بدین ترتیب بعد از هفته دهم لیگ برتر و در حالی که صنعت نفت نه امتیاز از ده بازی برگزار شده کسب کرده بود به دنبال تساوی ۱–۱ با استقلال اهواز در آبادان پورحیدری از سمت خود استعفا کرد و به سرعت به عنوان مدیرفنی استقلال منصوب شد. مهم‌ترین و حساس‌ترین بازی دوران مربی‌گری پورحیدری در صنعت نفت دیدار این تیم و استقلال بود که با گلزنی حمید خدمتکاری و پیروزی ۱–۰ صنعت نفت همراه شد تا پورحیدری بر تیم سابقش پیروز شود.

### ۱۳۸۲: آخرین حضور در استقلال
در پی کسب نتایج ضعیف و حذف استقلال از مرحله گروهی لیگ قهرمانان آسیا ۰۳–۲۰۰۲ رولند کخ مربی آلمانی استقلال در فروردین ۱۳۸۲ از سمتش برکنار شد. به دنبال برکناری کخ از سمت مربی گری استقلال، جواد زرینچه کاپیتان تیم، به عنوان مربی موقت انتخاب شد. نتایج استقلال تحت مربی‌گری زرینچه بهبود نیافت و زرینچه بعد از چهار مسابقه از سمت خود کنار رفت و منصور پورحیدری که از میانه‌های فصل و دی ۱۳۸۱ به عنوان مدیر فنی در کنار تیم بود در بازی‌های باقی‌مانده فصل مربی‌گری استقلال بحران‌زده را بر عهده گرفت. پورحیدری در پنج مسابقه پایانی فصل هدایت استقلال را بر عهده داشت و یک پیروزی و چهار شکست حاصل آخرین دوران حضور پورحیدری به عنوان مربی بر روی نیمکت آبی‌های پایتخت بود.

### ۱۳۸۶–۱۳۸۲: صنایع اراک
در آبان ۱۳۸۲ و از میانه‌های فصل ۸۳–۱۳۸۲ پورحیدری به تیم صنایع اراک پیوست. این در حالی بود که خبرهایی مبنی بر مربی‌گری وی در سایپا تهران نیز مطرح بود اما وی حضور در تیم تازه تأسیس صنایع اراک را برگزید. صنایع اراک تیمی بود تازه تأسیس که در قرار بود چند صنعت بزرگ استان مرکزی از آن حمایت بکنند و در آن فصل برای نخستین بار اراک را صاحب تیمی در لیگ آزادگان کرده بود. در ابتدای فصل نصرالله عبداللهی سرمربی این تیم بود اما نتایج ضعیف صنایع اراک با عبداللهی باعث شد تا وی از سمت خود استعفا دهد و دستیارش، حسین گازرانی، سرمربی تیم شود اما گازرانی هم به سرعت از این سمت برکنار شد تا در نهایت پورحیدری در اواسط فصل سرمربی این تیم تازه تأسیس شود. صنایع اراک با مربی‌گری پورحیدری موفق عمل کرد و وی موفق شد تا با پیروزی برابر تیم آتیه‌سازان کوثر تهران در هفته آخر بازی‌های لیگ، صنایع اراک را در لیگ یک حفظ کند. در فصل ۸۴–۱۳۸۳ پورحیدری همچنان سمت مربی‌گری صنایع اراک را بر عهده داشت و تدام کار و حمایت مالی مناسب تیم صنایع در پایان فصل در رتبه پنجم جدول قرار گرفت و در مسابقات جام حذفی نیز موفق شد فولاد خوزستان، قهرمان آن فصل لیگ برتر ایران را حذف کند. در ابتدای فصل ۸۵–۱۳۸۴ پورحیدری از سمت مربی‌گری تیم صنایع اراک کنار رفت اما نتایج ضعیف حسین آبانگاه، مربی جانشین وی، باعث برکناری بادکوبه و بازگشت پورحیدری به اراک در هفته هشتم لیگ شد. پورحیدری در پایان فصل موفق شد صنایع اراک را در جدول دوازده تیمی دهم کند تا صنایع باز هم در لیگ یک باقی بماند. فصل ۸۶–۱۳۸۵ نیز همچون فصل قبل پیش رفت، عدم حمایت مالی باعث شد تا تیم صنایع اراک با مربی‌گری پورحیدری به رتبه‌ای بهتر از هشتمی در جدول یازده تیم دست نیابد. این فصل آخرین حضور پورحیدری در اراک نیز بود. پورحیدری در دوران حضورش در صنایع اراک همواره در حال دست و پنجه نرم کردن با مشکلات مالی و عدم حمایت مسئولان استانی از این تیم بود و در مصاحبه‌هایش نیز به این مشکلات اشاره کرد. این عوامل باعث شدند تا صنایع اراک هیچ‌گاه موفقیت خاصی در لیگ یک کسب نکند و جواز حضور در لیگ برتر را به دست نیاورد.

### ۱۳۹۵–۱۳۸۶: مدیریت فنی و سرپرستی

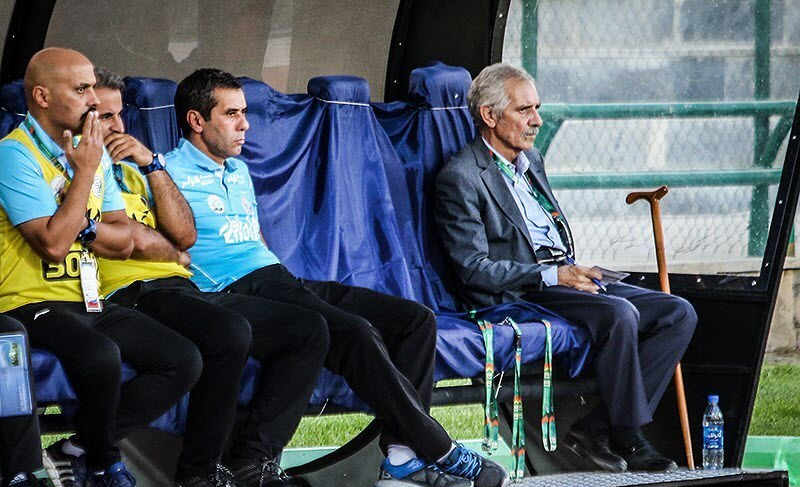
پورحیدری به عنوان سرپرست بر روی نیمکت استقلال، مرداد ۱۳۹۵.

پورحیدری بعد از پایان دوران مربی‌گریش در صنایع اراک دیگر هیچ‌گاه به عنوان سرمربی در فوتبال فعالیت نکرد. وی از اواسط دهه ۱۳۸۰ خورشیدی تنها به حضور به عنوان سرپرست یا مدیر فنی تیم‌های مختلف اکتفا کرد. در فصل ۸۹–۱۳۸۸ وی مدیر فنی تیم پاس همدان بود. در همین فصل وی مدتی سرپرست تیم ملی ایران در مرحله مقدماتی جام جهانی ۲۰۱۰ نیز بود. در اردیبهشت ۱۳۸۹ در حالی که از وی برای مربی‌گری در تیم شن سا اراک دعوت شده بود وی پست سرمربی‌گری این تیم را نپذیرفت و در عوض به عنوان مدیر فنی در این تیم مشغول به کار شد. پورحیدری در تمام این مدت با عنوان‌های مختلف همچون عضو هیئت مدیره، سرپرست، عضو کمیته فنی و مدیر فنی همواره در کنار تیم استقلال حضور داشت اما در مصاحبه‌ای در خرداد ۱۳۹۴ اعلام کرد که سال‌ها قبل از مربی‌گری کنار کشیده و دیگر قصد این کار را ندارد. آخرین حضور پورحیدری در میدان‌های فوتبال در ۲۱ مرداد ۱۳۹۵ در دیدار استقلال و پیکان در چارچوب رقابت‌های هفته چهارم لیگ برتر ۹۶–۱۳۹۵ ایران بود.

### آمار

منصور پورحیدری مربی استقلال در جام باشگاه‌های تهران ۱۳۶۲.

| تیم             | دوران            | دوران         | آمار | آمار | آمار  | آمار | آمار  |
| تیم             | از               | تا            | بازی | برد  | مساوی | باخت | ٪ برد |
| --------------- | ---------------- | ------------- | ---- | ---- | ----- | ---- | ----- |
| استقلال تهران   | فروردین ۱۳۵۸     | تیر ۱۳۵۸      | ۹    | ۳    | ۳     | ۳    | ۳۳٫۳  |
| استقلال تهران   | اسفند ۱۳۵۹       | اسفند ۱۳۵۹    | ۱    | ۰    | ۰     | ۱    | ۰     |
| استقلال تهران   | ۱۳۶۲             | ۱۳۶۳          |      |      |       |      |       |
| استقلال تهران   | ۱۳۶۴             | ۱۳۶۵          |      |      |       |      |       |
| استقلال تهران   | ۱۳۶۵             | ۱۳۶۷          |      |      |       |      |       |
| استقلال تهران   | خرداد ۱۳۶۸       | تیر ۱۳۷۱      |      |      |       |      |       |
| استقلال اهواز   |                  |               |      |      |       |      |       |
| استقلال تهران   | ۶ خرداد ۱۳۷۴     | آبان ۱۳۷۵     | ۵۷   | ۲۹   | ۱۷    | ۱۱   | ۵۱    |
| فجرسپاسی شیراز  |                  |               |      |      |       |      |       |
| تیم ملی ایران   | ۱۴ شهریور ۱۳۷۷   | اسفند ۱۳۷۸    | ۱۷   | ۹    | ۵     | ۳    | ۵۲٫۹۴ |
| استقلال تهران   | ۶ اسفند ۱۳۷۸     | ۱۰ خرداد ۱۳۸۱ | ۸۰   | ۴۶   | ۲۳    | ۱۱   | ۵۸    |
| صنعت نفت آبادان | ۲۹ تیر ۱۳۸۱      | دی ۱۳۸۱       | ۱۰   | ۲    | ۳     | ۵    | ۲۰    |
| استقلال تهران   | ۲۵ اردیبهشت ۱۳۸۲ | ۱ تیر ۱۳۸۲    | ۵    | ۱    | ۰     | ۴    | ۲۰    |
| صنایع اراک      | ۸ آبان ۱۳۸۲      |               |      |      |       |      |       |
| صنایع اراک      |                  |               |      |      |       |      |       |
| مجموع           |                  |               |      |      |       |      |       |

#### مربی استقلال

منصور پورحیدری نفر اول ایستاده از چپ مربی استقلال در ۱۳۶۲.

منصور پورحیدری در ۳۲۶ بازی سرمربی استقلال بوده و از این لحاظ بیش از هر مربی دیگری هدایت استقلال را برعهده داشته است.
| عنوان               | بازی | برد | مساوی | باخت | گل زده | گل خورده | تفاضل | امتیاز |
| ------------------- | ---- | --- | ----- | ---- | ------ | -------- | ----- | ------ |
| لیگ باشگاهی ایران   | ۱۳۹  | ۷۲  | ۴۴    | ۲۳   | ۲۲۸    | ۱۱۱      | ۱۱۷   | ۲۶۰    |
| جام باشگاه‌های تهران | ۱۰۰  | ۶۹  | ۲۲    | ۹    | ۱۶۸    | ۴۶       | ۱۱۲   | ۲۲۹    |
| جام حذفی ایران      | ۴۶   | ۳۰  | ۱۳    | ۳    | ۸۹     | ۲۸       | ۶۱    | ۱۰۳    |
| رقابت‌های آسیایی     | ۳۲   | ۱۷  | ۸     | ۷    | ۶۰     | ۳۵       | ۲۵    | ۵۹     |
| جام حذفی تهران      | ۹    | ۵   | ۱     | ۳    | ۱۷     | ۱۰       | ۷     | ۱۶     |
| مجموع               | ۳۲۶  | ۱۹۳ | ۸۸    | ۴۵   | ۵۲۶    | ۲۳۰      | ۳۲۲   | ۶۶۷    |

## آمار و رکوردها
منصور پورحیدری تنها ایرانی است که موفق شده دو بار جام باشگاه‌های آسیا را بالای سر ببرد. وی تنها فوتبالیست ایرانی است که هم به عنوان بازیکن و هم به عنوان مربی توانسته در سطح مسابقات باشگاهی آسیا عنوان قهرمانی را به دست آورد؛ پورحیدری در مسابقات باشگاهی قهرمانی آسیا ۱۹۷۰ به عنوان بازیکن و در جام باشگاه‌های آسیا ۹۱–۱۹۹۰ به عنوان سرمربی توانست قهرمان آسیا شود.
منصور پورحیدری همچنین تنها سرمربی‌ای است که توانسته به عنوان سرمربی در مسابقات آسیایی در سطح ملی و هم در سطح باشگاهی به عنوان قهرمانی برسد. وی به همراه  تیم ملی ایران قهرمان بازی‌های آسیایی ۱۹۹۸ و به همراه استقلال قهرمان جام باشگاه‌های آسیا ۹۱–۱۹۹۰ شده است که از این بابت نه تنها در ایران بلکه در آسیا هم رکورد دار است.

## افتخارات

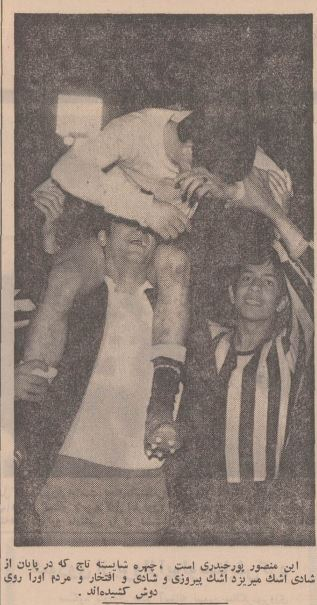
اشک شوق منصور پورحیدری پس از قهرمانی در مسابقات باشگاهی قهرمانی آسیا ۱۹۷۰ بر روی دوش هواداران تاج، چاپ شده در روزنامه اطلاعات.

### به عنوان بازیکن

#### باشگاهی
باشگاه فوتبال دارایی تهران
قهرمان
- جام باشگاه‌های تهران: ۱۳۴۶

باشگاه فوتبال استقلال تهران
قهرمان
- جام باشگاه‌های تهران: ۱۳۴۸، ۱۳۵۰، ۱۳۵۱
- لیگ فوتبال ایران: ۱۳۴۹، ۱۳۵۳
- جام باشگاه‌های آسیا: ۱۹۷۰

دوستانه
- جام میلز: ۱۳۴۸، ۱۳۴۹، ۱۳۵۰
- جام دوستی: ۱۳۵۱
- جام اتحاد: ۱۳۵۲

#### ملی
دوستانه
- جام عمران منطقه‌ای: ۱۹۷۰
- جام کوروش: ۱۹۷۰

### به عنوان مربی

منصور پورحیدری بر روی دوش بازیکنان استقلال بعد از پیروزی در فینال لیگ قدس و قهرمانی در ایران.

#### باشگاهی
- جام باشگاه‌های تهران: ۱۳۶۲، ۱۳۶۴، ۱۳۷۰
- لیگ فوتبال ایران: ۶۹–۱۳۶۸، ۸۰–۱۳۷۹
- جام باشگاه‌های آسیا: ۹۱–۱۹۹۰
- جام حذفی ایران: ۷۵–۱۳۷۴، ۷۹–۱۳۷۸

دوستانه
- جام بوردولوی: ۱۳۶۸
- جام استقلال قطر: ۱۳۷۰
- جام کیش: ۱۳۸۰

تیم ملی فوتبال ایران
قهرمان بازیهای آسیایی
- مدال طلای بازی‌های آسیایی: ۱۹۹۸

## زندگی شخصی
پورحیدری در آذر ۱۳۵۴ و بعد از خداحافظی از فوتبال با فریده شجاعی، بازیکن تیم بسکتبال زنان تاج ازدواج کرد. وی در زمان ازدواج ۳۰ سال داشت. نخستین فرزند پورحیدری، علی، در ۱۳۶۲ به دنیا آمد و عسل دومین فرزند وی نیز در ۱۳۷۱ متولد شد. از میان فرزندان پورحیدری، دخترش عسل همچون پدر و مادرش ورزش را دنبال کرد و بازیکن تیم بسکتبال زنان صنعت نفت آبادان و تیم ملی بسکتبال زنان ایران است. پورحیدری در دوران حضورش در فوتبال چندان با رسانه‌ها مصاحبه‌های بلند نمی‌کرد و تنها دو مورد، یک بار در ۱۳۷۵ و با هفته نامه آوای ساوه و دیگر بار در ویژه‌نامه نوروزی روزنامه استقلال جوان در ۱۳۹۰ مصاحبه‌های طولانی با وی داشته‌اند و پورحیدری در این مصاحبه‌ها از دوران بازی و مربی‌گریش صحبت کرده.

## درگذشت

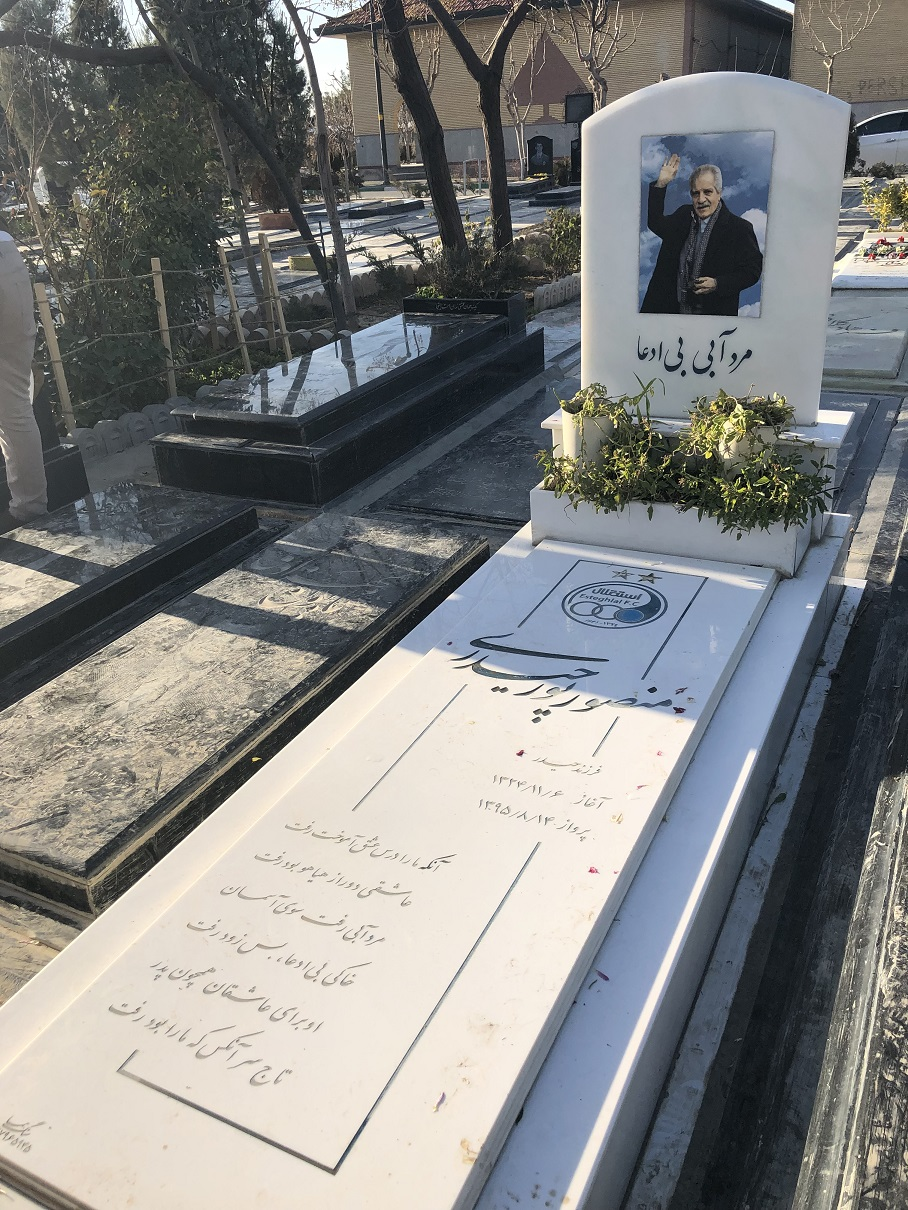
مزار پورحیدری در قطعه نام آوران بهشت زهرا

در آذر ۱۳۹۴ پورحیدری به دلیل بالا رفتن قند خون برای نخستین بار در بخش مراقبت‌های ویژه بیمارستان ایران‌مهر بستری شد. چند روز بعد پورحیدری از بیمارستان مرخص شد و به عنوان سرپرست به نیمکت استقلال بازگشت اما ده ماه بعد و در مهر ۱۳۹۵ با بدتر شدن حال عمومی‌اش دوباره در بیمارستان بستری شد. با وخامت حال پورحیدری وی به بخش مراقبت‌های ویژه منتقل شد و سرانجام در صبح جمعه ۱۴ آبان ۱۳۹۵ بر اثر بیماری سرطان ریه در بیمارستان ایرانمهر در ۷۰ سالگی درگذشت. در این میان در رسانه‌ها گفته شد که پورحیدری تا سه هفته پیش از فوتش از نوع بیماریش بی‌خبر بود. در ۱۶ آبان مراسم خاک‌سپاری پورحیدری در ورزشگاه شیرودی تهران برگزار شد و وی در گورستان بهشت‌زهرا در جنوب تهران دفن شد. مراسم ختم پورحیدری در مسجد جامع شهرک غرب تهران برگزار شد و در دیگر نقاط ایران همچون اهواز و چرام و در خارج از ایران در دبی و لس آنجلس مراسم یادبود وی برگزار شد.

### حواشی
در زمانی که پورحیدری در بیمارستان بستری و تحت درمان بود تعداد زیادی از ورزشکاران، همبازیان، شاگردان و دوستان وی به عیادت از پورحیدری رفتند. از میان این افراد عباس جدیدی کشتی‌گیر سابق تیم ملی ایران و عضو شورای شهر تهران بود. عکسی که جدیدی با پورحیدری در حالی که وی بی‌هوش بود گرفت بسیار حاشیه‌ساز شد. انتشار این عکس در شبکه‌های اجتماعی خشم هواداران استقلال را برانگیخت و ناراحتی خانواده پورحیدری را نیز در پی داشت. در پی واکنش‌ها به این عکس جدیدی در مصاحبه‌ای اعلام کرد که وی این عکس را نگرفته بود و پرستاران بیمارستان را مقصر دانست. سپس وی در حساب شخصی‌ای در شبکه اجتماعی اینستاگرام بابت انتشار این عکس عذرخواهی کرد.

## میراث
در ۶ بهمن ۱۳۹۹ و در سالروز تولد منصور پورحیدری، شهرداری منطقه یک تهران نام خیابان روشنایی در این منطقه را به منصور پورحیدری تغییر داد. این خیابان با مشورت با خانواده پورحیدری و به دلیل نزدیک بودن به محل زندگی منصور پورحیدری برای این مهم انتخاب شد. در مراسم تغییر نام همسر و فرزندان پورحیدری حضور داشتند و از سردیس پورحیدری نیز پرده‌برداری شد.